# N2-(2-karboksietil)arginin sintaza
2-(2-karboksietil)arginin sintaza (EC 2.5.1.66, 2-(2-karboksietil)arginin sintetaza, CEA sintetaza, gliceraldehid-3-fosfat:-arginin 2-N-(2-hidroksi-3-oksopropil) transferaza (formira 2-karboksietil)) je enzim sa sistematskim imenom gliceraldehid-3-fosfat:-arginin 2-(2-hidroksi-3-oksopropil) transferaza (formira 2-karboksietil). Ovaj enzim katalizuje sledeću hemijsku reakciju
-gliceraldehid 3-fosfat + L-arginin {\displaystyle \rightleftharpoons } 2-(2-karboksietil)-L-arginin + fosfat
Za dejstvo ovog enzima je neophodan tiamin difosfat. On katalizuje prvi korak u biosintezi klavulanske kiseline.

## Literatura
- Nicholas C. Price; Lewis Stevens (1999). Fundamentals of Enzymology: The Cell and Molecular Biology of Catalytic Proteins (Third изд.). USA: Oxford University Press. ISBN 019850229X.
- Eric J. Toone (2006). Advances in Enzymology and Related Areas of Molecular Biology, Protein Evolution (Volume 75 изд.). Wiley-Interscience. ISBN 0471205036.
- Branden C; Tooze J. Introduction to Protein Structure. New York, NY: Garland Publishing. ISBN 0-8153-2305-0.
- Irwin H. Segel. Enzyme Kinetics: Behavior and Analysis of Rapid Equilibrium and Steady-State Enzyme Systems (Book 44 изд.). Wiley Classics Library. ISBN 0471303097.

## Spoljašnje veze
- N2-(2-carboxyethyl)arginine+synthase на 